# پرواز ابرپیمایشی

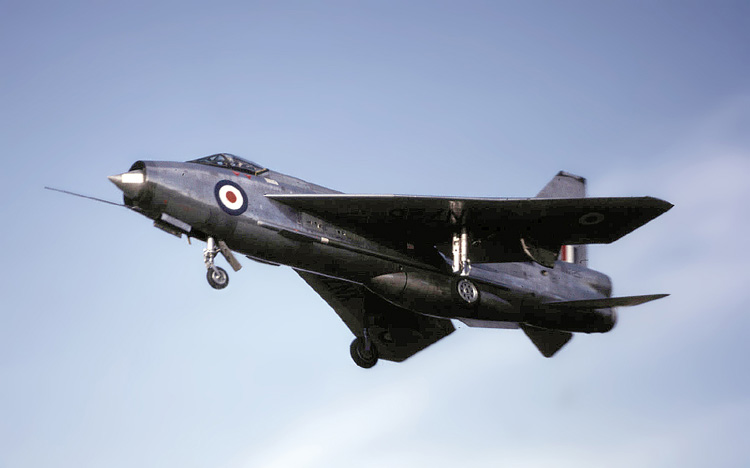
اینگلیش الکتریک لایتنینگ نخستین هواپیمایی که توانایی پرواز ابرپیمایشی را داشت.

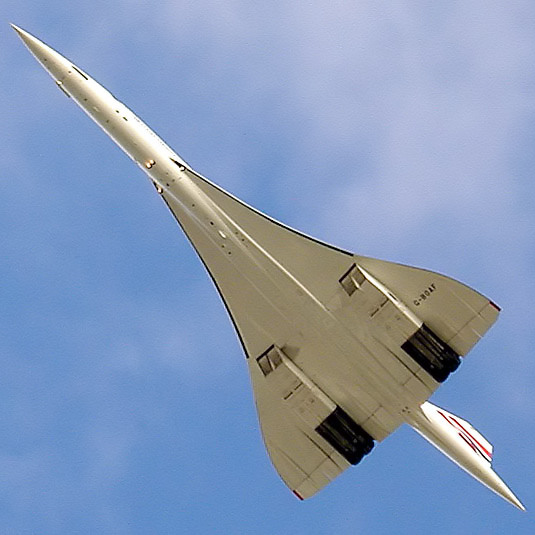
کنکورد بیشتر مسیر خود بر فراز اقیانوس اطلس را با پرواز سوپرکروز می‌پیمود.

پرواز ابرپیمایشی یا سوپرکروز فلایت (به انگلیسی: Supercruise Flight) به پرواز هواپیما با سرعت زبرصوت بدون استفاده از پس‌سوز موتور و با حمل مقدار مؤثری سلاح، بار یا سرنشین، گفته می‌شود.

## مزیت
اغلب جت‌های نظامی زبرصوت (مافوق‌ صوت) برای پرواز با سرعت‌های بالاتر از صوت از پس‌سوز موتور استفاده می‌کنند. پس‌سوز هرچند نیروی رانش موتور جت را به شدت افزایش می‌دهد اما مصرف سوخت را هم به شدت بالا می‌برد و این باعث می‌شود تا هواپیما فقط برای مدت کوتاهی بتواند با سرعت مافوق صوت پرواز کند. ضمن اینکه دود خروجی از موتور هواپیما بسیار داغ‌تر شده و آشکارگی فروسرخ هواپیما را افزایش خواهد داد. در نتیجه هواپیمایی که از قابلیت پرواز سوپرکروز برخوردار باشد مداومت پروازی بیشتری خواهد داشت و قادر است مسافت‌های طولانی‌تری را با سرعت مافوق صوت پرواز کند. ضمن اینکه به پنهان‌کاری هواپیما نیز کمک شایان توجهی می‌کند. به همین دلیل توانایی پرواز ابرپیمایشی برای جنگ‌های هوایی، مأموریت‌های برتری هوایی و حملات ضربتی پرسرعت به اهداف زمینی بسیار سودمند خواهد بود.

## تاریخچه
جنگنده رهگیر اینگلیش الکتریک لایتنینگ نخستین هواپیمایی بود که از قابلیت پرواز سوپرکروز بهره‌مند بود. یکی از پیش‌نمونه‌های این هواپیمای بریتانیایی در ۱۱ اوت سال ۱۹۵۴ برای نخستین بار بدون روشن کردن پس‌سوز موتور از سرعت صوت گذشت. کنکورد و توپولف-۱۴۴ که تنها جت‌های مسافربری زبرصوت تاریخ بوده‌اند، هر دو برای صرفه‌جویی در مصرف سوخت از این قابلیت بهره‌مند بودند. هر دو آن‌ها برای سرعت گرفتن ابتدا پس‌سوز موتور را روشن کرده و پس از رسیدن به سرعت زبرصوت آن را خاموش می‌کردند. کنکورد با توجه به دوران طولانی فعالیت خود رکورد بیشترین مدت زمان پرواز ابرپیمایشی را در مقایسه با هواپیماهای دیگر در اختیار دارد.
پس از لایتنینگ جنگنده‌های دیگری هم با توانایی پرواز ابرپیمایشی هم ساخته شدند اما بیشتر آن‌ها فقط در صورت همراه نداشتن سلاح در جایگاه‌های خارجی می‌توانستند سرعت خود را به مقدار کمی بیشتر از سرعت صوت برسانند. از همین رو اف-۲۲ رپتور را می‌توان نخستین هواپیمای جنگنده‌ای نامید که به طرز کاملاً مؤثری از توانایی پرواز سوپرکروز بهره‌مند بود. این هواپیما توانایی پرواز با سرعت بیش از ۱٫۷ ماخ را در ارتفاع ۱۲ هزار متری دارد. در حالی‌که تقریباً تمام جنگنده‌های قبل از اف-۲۲ در صورت حمل مقدار قابل توجهی سلاح و بدون پس‌سوز فقط می‌توانستند سرعت خود را به حداکثر ۰٫۹ ماخ برسانند. از جنگنده‌های دیگر نسل پنجم که این ویژگی را دارد می‌توان به جنگنده سوخو تی-۵۰ پک فا اشاره کرد که نزدیک به ۲ برابر بیشتر از هواپیماهای نظامی قبل خود است.
امروزه توانایی کامل پرواز سوپرکروز یکی از ویژگی‌های جنگنده‌های نسل پنجم محسوب می‌شود. ضمن اینکه جنگنده‌های نسل ++۴ مثل سوخو-۳۵، یوروفایتر، داسو رافال، میگ-۳۵ , اف/ای-۱۸ سوپر هورنت و ساب ۳۹ گریپن نیز تا حدی از این ویژگی بهره‌مند هستند.